# Plagiognathus chrysanthemi
Plagiognathus chrysanthemi är en insektsart som först beskrevs av Wolff 1804.  Plagiognathus chrysanthemi ingår i släktet Plagiognathus och familjen ängsskinnbaggar. Arten är reproducerande i Sverige. Inga underarter finns listade i Catalogue of Life.

## Bildgalleri

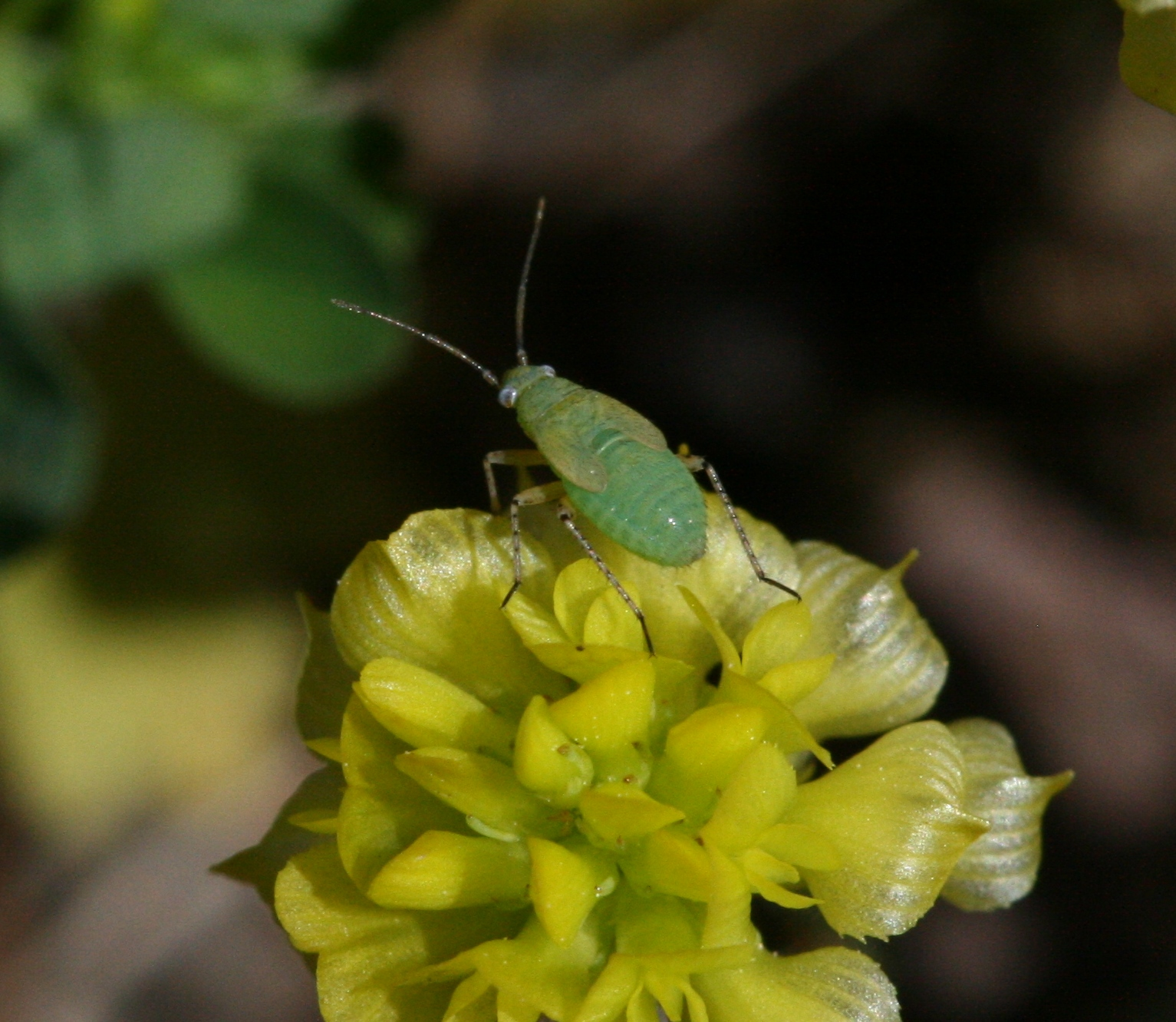
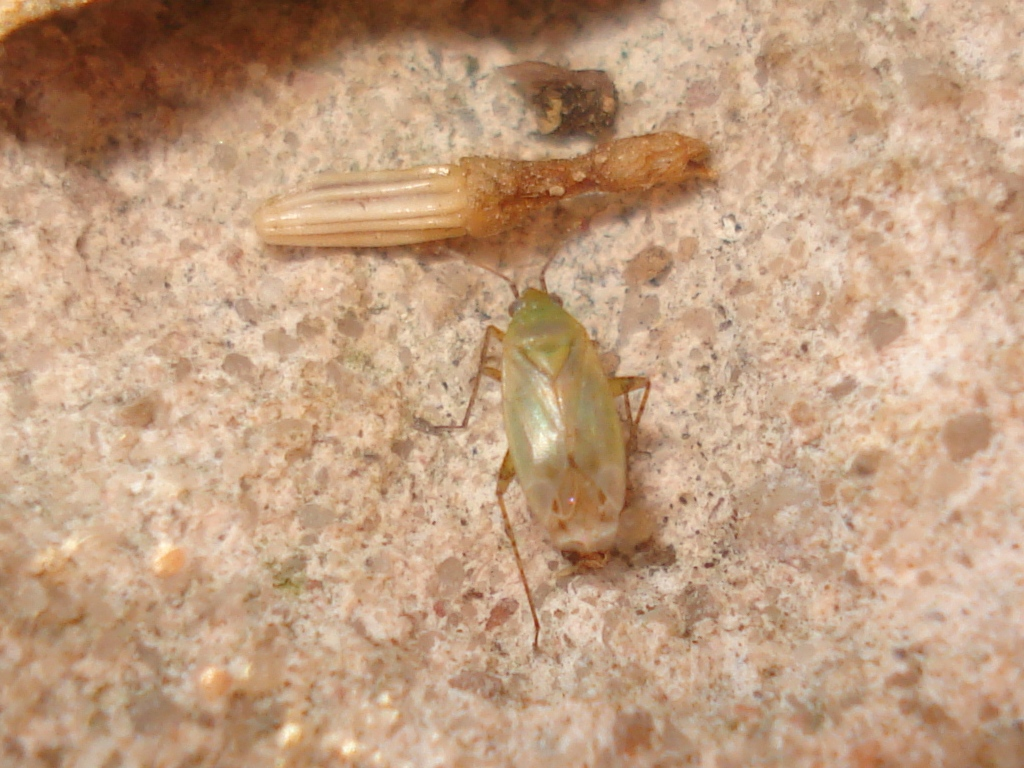